# Franchise (singolo)
Franchise è un singolo del rapper statunitense Travis Scott, pubblicato il 25 settembre 2020 su etichetta Epic Records.

## Descrizione
Il brano, che vede la partecipazione del rapper statunitense Young Thug e della rapper britannica M.I.A., contiene delle interpolazioni tratte dalla canzone White Tee dei Dem Franchize Boyz.

## Video musicale
Il video musicale è stato reso disponibile attraverso YouTube in concomitanza con l'uscita del singolo. Diretto da Travis stesso, le riprese sono state fatte negli Stati Uniti presso la tenuta del giocatore di basket Michael Jordan a Highland Park.

## Tracce
Testi e musiche di Jack Webster, Jeffery Williams, Mathangi Arulpragasam Maurice Gleaton, Bernard Leverette, Jamal Willingham, Gerald Tiller, Travis Walton e Chase Benjamin.
Download digitale
1. Franchise (feat. Young Thug & M.I.A.) – 3:23

Download digitale – Remix
1. Franchise (feat. Future, Young Thug & M.I.A.) (Remix) – 3:26

## Successo commerciale
Franchise ha debuttato in vetta alla Billboard Hot 100 statunitense, segnando la quarta numero uno di Scott, la seconda di Thug e la prima per M.I.A.. È diventato il nono debutto al numero uno nel 2020 nonché il terzo per Scott, che facendo ciò ha eguagliato il record di Ariana Grande per il maggior numero di esordi al primo posto. Nella sua prima settimana ha venduto 98 000 copie pure, di cui 58 000 sono copie fisiche e 40 000 sono vendite digitali, ha totalizzato 19,4 milioni di riproduzioni in streaming e ha infine accumulato 10,6 milioni di radioascoltatori.

## Classifiche
| Classifica (2020) | Posizione massima |
| ----------------- | ----------------- |
| Australia         | 31                |
| Austria           | 25                |
| Belgio (Fiandre)  | 62                |
| Canada            | 16                |
| Francia           | 120               |
| Germania          | 35                |
| Grecia            | 4                 |
| Irlanda           | 23                |
| Islanda           | 20                |
| Italia            | 60                |
| Lituania          | 10                |
| Norvegia          | 30                |
| Nuova Zelanda     | 37                |
| Paesi Bassi       | 80                |
| Portogallo        | 22                |
| Regno Unito       | 26                |
| Repubblica Ceca   | 32                |
| Slovacchia        | 8                 |
| Stati Uniti       | 1                 |
| Svezia            | 57                |
| Svizzera          | 14                |
| Ungheria          | 18                |